# 은여우
은여우는 붉은여우(Vulpes vulpes)의 흑색증이다. 일부는 꼬리끝이 흰색인 것을 제외하고 완전히 검은색이며 일부는 푸른빛의 회색을, 일부는 측면에 잿빛을 띄고있다. 역사적으로 은여우는 가장 가치있는 모피동물의 하나에 속하며 가죽은 러시아, 서유럽, 중국의 귀족들이 입는다.

## 개요
은여우의 긴 바깥털은 몸의 다른 부분, 특히 어깨 뒤 목 아래, 측면과 꼬리의 더 짧은 잔털을 넘어서서 5센티미터만큼 자랄 수 있다.

## 분포
은여우를 포함한 붉은여우들은 세계에서 가장 널리 분포된 식육목종들 가운데 하나에 속하며 북반구 대부분과 오스트레일리아에 걸쳐있다.
북아메리카에서 은여우는 대개 대륙 북서부 지역에 위치한다.
스텝과 사막에서는 보기가 쉽지 않다.

## 가축화
붉은여우를 가축화하면 은여우가 만들어지며 이를 종종 시베리아 여우(Siberian fox)로 부른다. 이러한 가축화는 선별적 사육으로 인한 것으로, 개와 더 비슷한, 길들여진 여우가 만들어진다.
가축화는 1959년 소련과 러시아에서 시작되었으며 50년 이상 실험이 지속되었다. 이 프로젝트를 주도한 과학자는 드미트리 벨랴예프이다. 원래 가축화의 의도는 선별이 어떻게 공격성과 행위적 특징에 영향을 주는지를 확인하는 것이었으며 더 나아가 개가 여우로부터 가축화되었을 수 있다고 추론되었다.

## 같이 보기
- 여우
- 유형성숙
- 붉은여우
- 마블여우